# ベニャト・プラードス
ベニャト・プラードス・ディアス（Beñat Prados Díaz、2001年2月8日 - ）は、スペイン・ナバラ州パンプローナ出身のサッカー選手。アスレティック・ビルバオ所属。ポジションはミッドフィールダー。

## クラブ経歴
ナバラ州のパンプローナに生まれ、2015年にアスレティック・ビルバオのカンテラへ入団した。2018-19シーズンからCチームで出場機会を掴み始めると、Bチーム昇格から1年後の2021年5月14日、クラブとの契約を2025年6月末まで延長した。
2022年7月14日、トップチームデビュー前であったもののCDミランデスへ1シーズンの契約でレンタル移籍することが決定した。
レンタルバック後の2023年8月19日、ラ・リーガのCAオサスナ戦にて、86分にイマノル・ガルシア・デ・アルベニスとの途中交代でトップチームデビューを果たした。

## 代表経歴
各年代のスペイン代表に選出された。2017年には、サンティ・デニア監督率いるU-16スペイン代表として親善大会に出場した。U-18、U-19、U-20のカテゴリーでもプレーした。